# Tatort: Liebeswirren
Liebeswirren  ist ein Fernsehfilm aus der Krimireihe Tatort. Der vom Bayerischen Rundfunk produzierte Beitrag wurde am 28. September 2008 im Ersten Programm der ARD erstgesendet. Es ist die 705. Tatort-Folge und der 50. Fall, den Ivo Batic (Miroslav Nemec) und Franz Leitmayr (Udo Wachtveitl) zu lösen haben.

## Handlung
Batic und Leitmayr ermitteln in der Münchner Schwulenszene. Die Leiche des Fotografen Fritz Alt wird auf einer Baustelle gefunden. Verdächtigt wird zunächst dessen Exfreund Ralf Kleinmann. Dieser konnte die Trennung von Alt nicht verwinden. Die Kommissare, in ihren Ermittlungen von der neuen Kollegin, Hauptkommissarin Diana Sommerfeld, unterstützt, geraten über einen Internetchat in die lokale Schwulenszene und stoßen schließlich auf den biederen Familienvater Gerd Weißenbach, der ebenfalls ein Liebhaber von Fritz Alt war.
Batic und Leitmayr geben sich in einem Szene-Club als schwules Pärchen aus und können so Ralf Kleinmann aufspüren und festnehmen, dessen Unschuld sich aber bald herausstellt. Es stellt sich heraus, dass Kleinmann die Familie von Gerd Weißenbach über dessen Verhältnis zu Alt aufgeklärt hatte. Über den Chatroom stellen die Polizisten dem Täter eine Falle und es zeigt sich, dass Weißenbachs Sohn Werner das Chatprofil seines Vaters benutzt hat und Alt getötet hat.

## Drehorte
Die Club-Szene, in der sich Batic und Leitmayr als schwules Pärchen ausgeben, wurde im Münchner „New York Club“ gedreht, welcher einer der ältesten und heute noch immer existierenden schwulen Clubs in Deutschland ist. Eröffnet wurde der Club Anfang der 1980er Jahre. Auch die Außenansichten wurden am Eingang des New York Clubs aufgenommen. Mittlerweile existiert der Club an dieser Adresse nicht mehr.

## Rezeption

### Einschaltquoten
Die Erstausstrahlung von Liebeswirren am 28. September 2008 wurde in Deutschland von 7,12 Millionen Zuschauern gesehen und erreichte einen Marktanteil von 21,2 % für Das Erste.

### Kritiken
„Mit viel Situationskomik, starken Dialogen und einem ausgesprochen guten Darsteller-Ensemble gelingt Regisseur Tobias Ineichen nach einem Buch von Christian Limmer ein humoriger wie bewegender Jubiläumsfall.“

„Es ist ein klares Stück Leben, das erzählt wird, keines, das eine Überraschung bräuchte, um zu gefallen, oder eine Schlusspointe. Es ist, und das ist die Kunst, einfach sehr gut gespielt.“

„Man hätte der Redaktion des Bayerischen Rundfunks zum Jubiläums-TATORT ein etwas besseres Händchen gewünscht. An die Qualität der Münchner Klassiker "Frau Bu lacht" oder "Viktualienmarkt" reichen Buch und Regie von "Liebeswirren" nicht heran.“